# Жестокость (фильм, 1959)
«Жесто́кость» — криминальная кинодрама режиссёра Владимира Скуйбина по мотивам одноимённого произведения П. Ф. Нилина.

## Сюжет
Действие фильма происходит в начале 1920-х годов в глухом сибирском городишке Дудари. В его окрестностях зверствует банда Кости Воронцова, «императора всея тайги». Ликвидировать банду должен недавно созданный дударевский угрозыск, который решили укрепить юными комсомольцами.
В одной из схваток с бандитами был тяжело ранен заместитель начальника угрозыска Вениамин Малышев, комсомолец Гражданской войны. Зато был схвачен подручный Воронцова Лазарь Баукин, бывший охотник и солдат. Убедившись во время допроса, что бандит не намерен помогать милиционерам, начальник угрозыска предложил по законам революционного времени расстрелять врага. Неожиданно вмешался раненый Малышев, решивший, что Баукин — заблудившийся человек, которого можно перевоспитать.
В картине, как и в книге, показан спор между доверием к людям и равнодушной жестокостью. Перед зрителем развёртывается сложная драма характеров, закончившаяся самоубийством Веньки Малышева, считающего, что невозможно жить, когда существует ложь. Молодой милиционер не вынес контраста между революционными идеалами и деятельностью карьеристов и демагогов.[уточнить]

## Критика
После завершения съёмок фильм подвергся жёсткой критике. В первую очередь недовольство вызвало самоубийство главного героя. «Наш советский герой не может так поступать!» Владимиру Скуйбину пришлось приложить немало усилий для того, чтобы отстоять идею автора повести Нилина. В результате режиссёр был вынужден пойти на уступки. Так, одним из мотивов самоубийства Малышева стал личный — в виде скомканного письма Юльки, выпадающего из ослабевших Венькиных рук. А после смерти главного героя сотрудники угрозыска отказались работать с начальником.
Кинокритик Всеволод Ревич назвал фильм «всесоюзным достижением». Он писал, что в основе кинокартины «лежит богатая нравственная идея».
По словам сценариста Виктора Мережко, роль Веньки Малышева была любимой у Георгия Юматова.

## В ролях
- Георгий Юматов — Венька Малышев, заместитель начальника угрозыска
- Борис Андреев — Лазарь Евтихиевич Баукин
- Николай Крючков — Ефрем Ефремович, начальник уголовного розыска
- Александр Суснин — Санька, автор
- Владимир Андреев — Яков Узелков, корреспондент
- Маргарита Жигунова — Юлька Мальцева, медсестра
- Клавдия Хабарова — Кланька Звягина, любовница Воронцова
- Аполлон Ячницкий — Константин Иванович Воронцов, главарь банды, «император всея тайги»
- Николай Погодин — сотрудник угрозыска
- Вячеслав Богачёв — сотрудник угрозыска
- Алексей Коротюков — сотрудник угрозыска
- Иосиф Колин — доктор Гинзбург
- Михаил Трояновский — Роман Фёдорович, фельдшер
- Константин Немоляев — хозяин ресторана
- Анатолий Кубацкий — возница
- Борис Шухмин — мужик в деревне
- Николай Парфёнов — Воробьёв, старший милиционер
- Павел Винник — Микулов, механик
- Николай Сморчков — Царицын, комсомолец
- Игорь Пушкарёв — Егоров

## Съёмочная группа
- Автор сценария — Павел Нилин
- Режиссёр — Владимир Скуйбин
- Оператор — Тимофей Лебешев
- Композитор — Михаил Меерович
- Художник — Иван Пластинкин
- Исполнение песни — Владимир Трошин («Отшумели и дождь, и метелица, отгремела лихая пора…», М. Меерович — П. Нилин)